# Aba (jméno)
Aba je italské ženské křestní jméno, přičemž se jedná o zkratku (podobně jako u jmen Addis, Adua a Derna) z názvu hlavního města Etiopie – Addis Abeba, které se vykládá jako „nová květina“ (v amharštině አዲስ, addis – „nový“ a አበባ, abäba – „květina“ či „poupě“). Nejen díky poetickému významu, ale i jako projev vlastenectví, bylo ve 30. letech 20. století po První italsko-etiopské válce přijato mnohými italskými rodinami. 

## Známé nositelky jména
V řecké mytologii se objevuje najáda Aba (starořecky Αβα), vodní nymfa města Ergiske ve východní Thrákii.
- Aba Cercato (* 1939), italská televizní hlasatelka a moderátorka